# (37510) 3235 T-2
3235 T-2 (asteroide 37510) é um asteroide da cintura principal. Possui uma excentricidade de 0.06895640 e uma inclinação de 6.13835º.
Este asteroide foi descoberto no dia 30 de setembro de 1973 por Cornelis Johannes van Houten e Ingrid van Houten-Groeneveld e Tom Gehrels em Palomar.